# Deniece Williams
June Deniece Chandler, (Gary, Indiana, 3 de junio de 1950) más conocida por su nombre artístico Deniece "Niecy" Williams es una cantautora y productora estadounidense ganadora de 4 premios Grammy. Williams, cuya música está influida por el soul y el funk, es conocida por sus éxitos como "Free", "Let's Hear It for the Boy", "It's Gonna Take a Miracle", y por sus muchos duetos con Johnny Mathis.

## Biografía
Williams asistió a la Universidad Morgan State en Baltimore, Maryland, para intentar convertirse en enfermera y anestesista, pero lo dejó tras un año y medio. Al mismo tiempo, actuaba en el club Casino Royal. Durante esos años Williams también trabajó en una compañía telefónica y como asistente administrativa en el Chicago Mercy Hospital.
En los años 1970, participaba como corista para Stevie Wonder. Dejó a Wonder en 1975 y, tras firmar con Columbia Records, se juntó con dos famosos productores: Maurice White y Charles Stepney. Su álbum debut This Is Niecy fue lanzado en 1976. El sencillo "Free" llegó al número 25 del Billboard Hot 100 y al número 1 del British Singles Chart. En 1978 consiguió el número 1 del Billboard Hot 100 con la canción "Too Much, Too Little, Too Late", junto al cantante de pop Johnny Mathis. Williams también llegó a la cima de las listas de baile con su sencillo "I've Got the Next Dance". Mathis y Williams también grabaron la banda sonora de la serie Family Ties, "Without Us".
Williams firmó con la American Recording Company (ARC) a principios de los años 1980 donde lanzó el sencillo de R&B "Silly". Al año siguiente, volvió a la cima de la lista de R&B con su remake de "It's Gonna Take a Miracle" de The Royalettes.

### Let's Hear It for the Boy
En 1984, Williams lanzó el disco Let's Hear It for the Boy. La canción homónima alcanzó el número 1 en la Billboard Hot 100 y apareció en la banda sonora de la película Footloose. Williams siguió lanzando álbumes durante los siguientes años, como Hot On The Trail (1986), Water Under The Bridge (1987), y As Good As It Gets (1988), el cual contiene su último top ten hasta la fecha, "I Can't Wait".

### Góspel
Aunque Williams ha grabado al menos una canción inspiradora en cada álbum, fue en 1980 cuando se centró en la música góspel. Williams se juntó con sus amigos Phillip Bailey, Billy Davis y Marilyn McCoo para presentar un show de góspel en el club The Roxy, Londres. El show se llamaba "Jesus At the Roxy".
En 1983 Williams y Bailey grabaron "They Say", una canción lenta y atmosférica. Más tarde Williams grabó la canción con la artista cristiana Sandi Patti y ganaron un Grammy por ella. En 1984 Williams cantó una canción góspel en los Premios Grammy en lugar de su éxito "Let's Hear It For The Boy", debido a su odio por su discográfica. Cantó una versión a capela de su canción de 1977 "God is Amazing". 
En 1986, lanzó su primer álbum góspel, So Glad I Know, el cual le valió dos Premios Grammy. De 1996 a 2004 presentó su propio programa en la radio BBC del Reino Unido, mostrando nueva música góspel e inspiradora. En 1999 grabó el álbum góspel This Is My Song que le valió otro Premio Grammy en la categoría Best Pop/Contemporary Gospel Album.

### Proyectos actuales
En 2003, Williams apareció en la película de Navidad Christmas Child. En diciembre de 2005, Williams participó en el 
reality show de citas Elimidate, formando parte de la "Semana de Celebrities". Su último álbum hasta la fecha, titulado Love, Niecy Style, fue lanzado el 24 de abril de 2007 por Shanachie Records. Llegó a la posición 41 de la lista Billboard R&B/Hip Hop Albums. 
En octubre de 2007 su canción "Grateful-The Redication", con Wanda Vaughn y Sherree Brown debutó en el número 40 de la 
lista Billboard Adult R&B Singles. El 27 de junio de 2010 Deniece Williams cantó su canción "Silly" en los BET Awards con Monica.

## Álbumes
- 1976 - This Is Niecy
- 1977 - Song Bird
- 1978 - That's Are Friends Are For (con Johnny Mathis)
- 1979 - When Love Comes Calling
- 1981 - My Melody
- 1982 - Niecy
- 1983 - I'm So Proud
- 1984 - Let's Hear It For The Boy
- 1986 - So Glad I Know
- 1986 - From The Beginning (compilación)
- 1986 - Hot On The Trail
- 1987 - Water Under The Bridge
- 1988 - As Good As It Gets
- 1989 - Special Love
- 1991 - Lullabies To Dreamland
- 1994 - Greatest Gospel Hits (compilación)
- 1996 - Love Solves It All
- 1996 - Gonna Take a Miracle: The Best of Deniece Williams (compilación)
- 1998 - This Is My Song
- 2000 - Love Songs (compilación)
- 2007 - Love, Niecy Style

### Sencillos
- 1976: "Free"
- 1977: "Cause You Love Me, Baby"
- 1977: "That's What Friends Are For"
- 1977: "It's Important To Me"
- 1977: "Baby, Baby My Love's All for You"
- 1978: "God Is Amazing"
- 1978: "Too Much, Too Little, Too Late" (con Johnny Mathis)
- 1978: "You're All I Need to Get By" (con Johnny Mathis)
- 1979: "I've Got the Next Dance"
- 1979: "I Found Love"
- 1979: "When Love Comes Calling"
- 1981: "What Two Can Do"
- 1981: "It's Your Conscience"
- 1981: "Silly"
- 1982: "It's Gonna Take A Miracle"
- 1982: "Waiting By The Hotline"
- 1982: "Waiting"
- 1982: "Now Is The Time For Love"
- 1983: "Do What You Feel"
- 1983: "I'm So Proud"
- 1983: "Heaven In Your Eyes"
- 1984: "Love Won't Let Me Wait" (con Johnny Mathis)"
- 1984: "Let's Hear It For The Boy"
- 1984: "Next Love"
- 1984: "Black Butterfly"
- 1984: "Blind Dating"
- 1986: "Wiser and Weaker"
- 1986: "Healing"
- 1986: "Wings Of An Eagle"
- 1986: "Video"
- 1987: "Never Say Never"
- 1987: "I Confess"
- 1988: "I Can't Wait"
- 1988: "This Is as Good as It Gets"
- 1989: "Every Moment"
- 1989: "Special Love"
- 2007: "Cherish"